# Larentia carolata
Larentia carolata är en fjärilsart som beskrevs av D. Lucas 1938. Larentia carolata ingår i släktet Larentia och familjen mätare. Inga underarter finns listade i Catalogue of Life.